# Vị Xuyên (huyện)
Vị Xuyên là một huyện miền núi biên giới thuộc tỉnh Hà Giang, Việt Nam.

## Địa lý
Huyện Vị Xuyên nằm ở trung tâm tỉnh Hà Giang, có vị trí địa lý:
- Phía đông giáp thành phố Hà Giang, huyện Yên Minh, huyện Bắc Mê và huyện Na Hang, tỉnh Tuyên Quang
- Phía tây giáp huyện Hoàng Su Phì, tỉnh Hà Giang và châu Văn Sơn, tỉnh Vân Nam, Trung Quốc
- Phía nam giáp huyện Bắc Quang
- Phía bắc giáp huyện Quản Bạ.

Thành phố Hà Giang gần như nằm trọn trong lòng huyện
Huyện Vị Xuyên có diện tích 1.478,4025 km², dân số năm 2021 là 114.545 người, mật độ dân số đạt 77 người/km².
Huyện lỵ là thị trấn Vị Xuyên cách thành phố Hà Giang khoảng 20 km về hướng nam. Vị Xuyên là nơi sinh sống của 19 dân tộc gồm: Tày, Dao, Kinh, Nùng,... Vị Xuyên là huyện có diện tích lớn nhất tỉnh Hà Giang, chiếm 18,2% tổng diện tích toàn tỉnh. Đây còn là đơn vị hành chính có dân số đông thứ 2 của tỉnh và có đóng góp kinh tế lớn thứ 3 cho Hà Giang (sau TP. Hà Giang và huyện Bắc Quang).
Vị Xuyên có quốc lộ 2 kết nối với Bắc Quang tới tp. Hà Giang, quốc lộ 4C kết nối Vị Xuyên tới Quản Bạ, Yên Minh, Đồng Văn, Mèo Vạc và huyện Bảo Lâm (tỉnh Cao Bằng). Do nằm ở trung tâm tỉnh, lại gần thành phố tỉnh lỵ nên khá nhiều các tuyến đường lớn đi qua Hà Giang đều đi qua Vị Xuyên.
Đây cũng là điểm cuối của đường cao tốc Tuyên Quang – Hà Giang.

## Lịch sử
Huyện Vị Xuyên, cùng toàn bộ vùng mỏ Tụ Long và nửa già phía tây của tỉnh Hà Giang ngày nay (xưa đều là châu Bình Nguyên), được sáp nhập vào lãnh thổ Việt Nam từ thời nhà Lý năm 1015, sau cuộc xung đột biên giới 1013-1015, giữa Đại Cồ Việt với Vương quốc Đại Lý và chư hầu. Năm Ất Mão niên hiệu Thuận Thiên 6 (1015), Lý Thái Tổ ban chiếu chỉ cho Dực Thánh Vương và Vũ Đức Vương đi đánh và thu phục được các châu Đô Kim, Vị Long, Thường Tân, Bình Nguyên và bắt giết được thủ lĩnh Hà Trác Tuấn. Các vùng này hoàn toàn không phải là những lãnh thổ nhà Tống Trung Quốc lúc đó.
Thời thuộc Minh, Vị Xuyên có tên là châu Bình Nguyên. Thời nhà Lê sơ là châu Bình Nguyên phủ Yên Bình (phủ đặt từ năm Quang Thuận) thừa tuyên (xứ) Tuyên Quang (trước đó, đầu thời Lê sơ, thuộc Tây đạo). Sang thời nhà Mạc (thế kỷ 16) đổi thành châu Vị Xuyên (chữ Hán: 渭川), thuộc phủ Yên Bình xứ (đầu thời nhà Nguyễn đổi thành trấn) Tuyên Quang. Thời Lê trung hưng, cùng với toàn xứ Tuyên Quang, châu Vị Xuyên cũng nằm trong địa bàn cát cứ của các đời chúa Bầu.
Đến cuối thế kỷ 17, chúa Bầu cuối là Vũ Công Tuấn chạy sang nhà Thanh giao nộp 3 động Ngưu Dương, Hồ Điệp, Phổ Viên ở phần phía bắc của châu Vị Xuyên cho Trung Quốc. Trong Đại Việt địa dư toàn biên, Nguyễn Văn Siêu có nói rằng chắt của chúa bầu Vũ Văn Uyên là Vũ Công Tuấn, được nhà Lê phong tước Khoan Quận công, làm phản nhà Lê, đem đất 3 động ven biên giới thuộc đất dinh An Tây (tức thuộc Hưng Hóa và Tuyên Quang nơi chúa Bầu cát cứ), là các động Ngưu Dương (牛羊), Hồ Điệp (蝴蝶), Phổ Viên (普園), cho nhà nhà Thanh Trung Quốc. Nhưng Nguyễn Văn Siêu lại cho rằng 3 động này thuộc đất châu Vị Xuyên trấn Tuyên Quang. Và ông cũng không nói rõ sự kiện này diễn ra trong khoảng thời gian nào. Theo Kiến văn tiểu lục của Lê Quý Đôn, động Ngưu Dương liền kề phía bắc của xã Tụ Long châu Vị Xuyên thời nhà Lê (tức tổng Tụ Long nhà Nguyễn), mà biên giới phía bắc của Tụ Long năm 1728 là trấn Mã Bạch thuộc huyện Mã Quan ngày nay, nên chỉ có đất động Ngưu Dương xác định được nguyên là đất châu Vị Xuyên. Khâm định Việt sử Thông giám cương mục chép: "Mậu Thìn, năm {Chính Hòa} thứ 9 (1688), (Thanh, năm Khang Hy thứ 27). Tháng 5 âm, mùa hạ. Thổ ty Vân Nam nhà Thanh xâm chiếm đất biên giới ở ba châu thuộc Tuyên Quang và Hưng Hóa. Hai châu Vị Xuyên, Bảo Lạc thuộc Tuyên Quang và châu Thủy Vĩ thuộc Hưng Hóa giáp liền với địa giới phủ Khai Hóa nhà Thanh. Lúc ấy, Vũ Công Tuấn chạy sang Vân Nam, muốn nhờ Vân Nam giúp sức. Nhân đấy thổ ty Khai Hóa bèn ăn hiếp dân, chiếm lấy đất ba châu, đặt tuần ty ở các động ven biên giới, sách nhiễu thu thuế người buôn bán. Lê Huyến, trấn thủ Hải Dương, được lệnh đi trấn thủ Tuyên - Hưng, Huyến bèn cùng đốc đồng Đặng Đức Nhuận và Trần Thọ đưa thư sang Vân Nam biện luận rõ về việc này, một mặt Huyến lại hiệu dụ dân các động trở về với nước ta như cũ, nhưng thổ ty Vân Nam không chịu giao trả lại. Thành ra từ đây trở đi đất ở biên giới ba châu nhiều chỗ bị mất về nhà Thanh, suốt đời nhà Lê vẫn không sao lấy lại được." Động Hồ Điệp thuộc châu Thủy Vĩ, nay là đất gồm toàn bộ huyện Hà Khẩu châu Hồng Hà, cùng với trấn Mộc Xưởng (木厂) huyện Mã Quan châu Văn Sơn. Động Phổ Viên châu Thủy Vĩ nay là địa bàn hương Cổ Lâm Thanh (古林箐) huyện Mã Quan, cùng với vùng đất khoảng các hương trấn Miệt Xưởng (篾厂), Bát Trại (八寨) huyện Mã Quan châu Văn Sơn. Động Ngưu Dương châu Vị Xuyên (Bình Nguyên) nay có thể là các hương trấn Nam Lao (南捞), Mã Bạch (马白) (tức Mã Quan trấn, 马关), Nhân Hòa (仁和), Đại Lật Thụ (大栗树), Pha Cước (坡脚) là phần lớn phía đông huyện Mã Quan châu Văn Sơn tỉnh Vân Nam Trung Quốc.
Đến năm 1728, triều đình Lê-Trịnh đòi lại vùng đất Tụ Long trả về thuộc châu Vị Xuyên, đồng thời cùng nhà Thanh, thống nhất chọn sông Đổ Chú (là một chi lưu của sông Chảy chảy từ trấn Mã Bạch đến châu Thủy Vĩ để làm biên giới và dựng bia mốc giới trên 2 bờ sông này tại phía nam trấn Mã Bạch huyện Mã Quan.
Năm 1802, triều Nguyễn được thiết lập, thống nhất đất nước từ Bắc đến Nam. Bộ máy hành chính địa phương đầu triều Nguyễn và suốt thời Gia Long gần như giữ nguyên theo cách tổ chức cũ của triều Lê - Trịnh.
Châu Vị Xuyên có 8 tổng với 51 xã vào cuối thời Lê trung hưng (1728-1789), đến đầu thời nhà Nguyễn (1802-1831) châu này có 9 tổng (52 xã) trong đó:
- Tổng Phương Độ gồm 6 xã: Tụ Long (đến cuối nhà Nguyễn tách thành tổng riêng cùng tên, nay thuộc Mã Quan Trung Quốc), Phấn Vũ (奮武 hay 粉武[11], nay khoảng hương Mãnh Động, tức Mường Động, huyện Ma Lật Pha Trung Quốc), Phương Độ (芳度, nay khoảng các xã Phương Độ, Phương Thiện, Xín Chải, Thanh Đức, Thanh Thủy), Tùng Bách (松柏), Bạch Ngọc (白玉), Tiểu Miện (小沔).
- Tổng Phú Linh gồm 4 xã: Bình Di (平夷, nay khoảng các hương trấn Thiên Bảo, Ma Lật huyện Ma Lật Pha Trung Quốc), Phú Linh (富靈), Linh Hồ (靈湖), Đại Miện (大沔).
- Tổng Gia Tường gồm 5 xã: Gia Tường, Hướng Minh, Hùng Nỗ, Chương Khê, Ngọc Liễn. Trước có thêm 2 xã Đông Mông (東蒙) và Vô Cữu (無咎)[12], đã mất về nhà Thanh[13] khoảng những năm 1688. (Đất hai xã Đông Mông, Vô Cữu nay thuộc các hương Dương Vạn (khoảng các thôn Trưởng Điền (长田), Tử Giao (紫胶), Na Đô (哪都), Đồng Xưởng (铜厂)), Bát Bố (khoảng các thôn Bát Bố (八布), Hoang Điền (荒田), Na Đăng (哪灯)), Hạ Kim Xưởng (khoảng các thôn Hạ Kim Xưởng (下金厂), Trung Trại (中寨)) huyện Ma Lật Pha.)
- Tổng Ngọc Cù gồm 9 xã, phố: là các xã Bình Hành (tức Bằng Hành), Non Đường, Lạc Bạn, Hằng Sản, Hành Mai, Vô Điếm, Lang Can, Thúy Loa, và phố Hà Dương.
- Tổng Mục Hà gồm 6 xã: Mục Hà (穆河), An Quảng, Xuân Hồng, Hương Sơn, Nghĩa Phì (義肥), Tiên Kiệu (仙轎).
- Tổng Nhân Mục gồm 8 xã: Nhân Mục, Pháp Cấm, Bằng Cốc, Chàng Dương, Ninh Kiện, Cao Đà, Loa Sơn, Bình Sa.
- Tổng Phù Loan gồm 4 xã: Phù Loan, Vị Khê, Minh Khương, Bạch Sa.
- Tổng Lâm Đường gồm 5 xã: Lâm Đường, Đồng Lang, Vĩnh Gia, Phúc Tuy, Du Già.
- Tổng Tiên An (tức Tiên Yên) gồm 5 xã: Tiên An (先安), Thượng Lũng (上隴), Vũ Lang, Trịnh Trang, Hữu Bằng (有憑).

Năm Minh Mạng 12 (1831), lập tỉnh Tuyên Quang từ trấn cùng tên, vẫn giữ châu Vị Xuyên như cũ. Năm Minh Mệnh thứ 14 (1833), nhà Nguyễn chia tách châu Vị Xuyên thành 2 huyện (bỏ châu): hữu ngạn sông Lô (bờ tây sông) là huyện Vĩnh Tuy thuộc phủ Yên Bình (nay là các huyện Hoàng Su Phì, Xín Mần, một phần của thành phố Hà Giang) và tả ngạn sông Lô (bờ đông sông) là huyện Vị Xuyên (cổ xưa) thuộc phủ Tương An (tức Tương Yên, hiện nay là đất các huyện Vị Xuyên, Bắc Quang và một phần của thành phố Hà Giang).
Ngày 1 tháng 1 năm 1833, thành lập huyện Vị Xuyên phủ Tương Yên với 5 tổng và 31 xã.
- Tổng Yên Định có 5 xã: Yên Định, Du Gia, Tùng Bách, Đại Miện, Tiểu Miện.
- Tổng Phù Linh có 5 xã: Phù Linh, Linh Hồ, Lang Can, Bạch Ngọc, Thuý Loa.
- Tổng Bằng Hành có 8 xã: Bằng Hành, Hướng Minh, Ngọc Liễn, Vô Điếm, Hữu Sản, Cao Đường, Lạc Bạn, Hành Mai.
- Tổng Phù Loan có 5 xã: Phù Loan, Ninh Kiệm, Bình Sa, Bạch Sa, Minh Khương.
- Tổng Nhân Mục có 8 xã: Nhân Mục, Pháp Cấm, Loa Sơn, Cao Đà, Chàng Dương, Vị Khê, Bình Cốc, Qui Nhân.

Huyện Vĩnh Tuy phủ Yên Bình còn 6 tổng, gồm 27 xã: 
- Tổng Phương Độ có 3 xã: Phương Độ, Bình Di, Phấn Vũ.
- Tổng Tụ Long (nâng cấp từ xã Tụ Long) có 6 xã: Tụ Long, Tụ Thành, Tụ Nhân, Tụ Nghĩa, Tụ Hòa, Tụ Mỹ.
- Tổng Trinh Tường (phần còn lại của tổng Gia Tường) có 3 xã: Trinh Tường (đổi từ Gia Tường), Ngô Khê (đổi từ Chương Khê), Hùng Nỗ.
- Tổng Lâm Đường có 4 xã: Lâm Đường, Phúc Tuy, Đồng Lang, Vĩnh Gia.
- Tổng Mục Hà có 6 xã: Mục Hà, Tiên Kiều, Nghĩa Phì, Hương Sơn, Xuân Giang (đổi từ Xuân Hồng), Yên Bình (đổi từ An Quảng).
- Tổng Tiên Yên có 5 xã: Tiên Yên, Trịnh Trang, Thượng Lũng, Vũ Lang, Hữu Bằng.

Thời Pháp thuộc, Pháp thành lập tỉnh Hà Giang. Sau khi ký kết các công ước Pháp Thanh các năm 1887 và 1895 phân định biên giới dẫn tới vùng đất tổng Tụ Long và 2 xã Bình Di, Phấn Vũ của tổng Phương Độ thuộc Vị Xuyên Hà Giang bị cắt cho Trung Quốc, Pháp tổ chức lại hành chính tỉnh Hà Giang thành: 2 châu là Bắc Quang (tây nam tỉnh) và Vị Xuyên (vùng trung tâm và đông nam tỉnh), cùng 2 trung tâm hành chính Đồng Văn (đông bắc tỉnh) và Hoàng Su Phì (tây bắc tỉnh). Châu Vị Xuyên thời Pháp thuộc gồm: thị xã (thành phố) Hà Giang (gồm 2 phường) và 4 tổng (gồm 21 xã) (là các tổng: Phương Độ, Phù Linh, Yên Định, Yên Phú).
Sau năm 1975, huyện Vị Xuyên thuộc tỉnh Hà Tuyên, gồm 26 xã: Cao Bồ, Đạo Đức, Đường Âm, Giáp Chung, Lạc Nông, Lao Chải, Linh Hồ, Minh Ngọc, Minh Sơn, Minh Tân, Ngọc Minh, Phong Quang, Phú Nam, Phương Độ, Phương Thiện, Phương Tiến, Thanh Đức, Thanh Hương, Thanh Thủy, Thuận Hòa, Thượng Tân, Tùng Bá, Xín Chải, Yên Cường, Yên Định và Yên Phú.
Ngày 14 tháng 5 năm 1981, Hội đồng Chính phủ ban hành Quyết định 185/1981/QĐ-CP giải thể xã Thanh Hương sáp nhập vào các xã Thanh Đức và Xín Chải.
Ngày 18 tháng 11 năm 1983, Hội đồng Bộ trưởng ban hành Quyết định 136-HĐBT về việc:
- Điều chỉnh thị trấn nông trường Việt Lâm và 5 xã: Thượng Sơn, Quảng Ngần, Trung Thành, Bạch Ngọc, Việt Lâm thuộc huyện Bắc Quang về huyện Vị Xuyên quản lý
- Điều chỉnh 10 xã: Phú Nam, Đường Âm, Yên Phú, Yên Cường, Thượng Tân, Giáp Chung, Lạc Nông, Minh Ngọc, Minh Sơn và Yên Định thuộc huyện Vị Xuyên để thành lập huyện Bắc Mê.

Từ năm 1991, trở lại là huyện của tỉnh Hà Giang, huyện Vị Xuyên gồm thị trấn Nông trường Việt Lâm và 20 xã: Bạch Ngọc, Cao Bồ, Đạo Đức, Lao Chải, Linh Hồ, Minh Tân, Ngọc Minh, Phong Quang, Phương Độ, Phương Thiện, Phương Tiến, Quảng Ngần, Thanh Đức, Thanh Thủy, Thuận Hòa, Thượng Sơn, Trung Thành, Tùng Bá, Việt Lâm và Xín Chải.
Ngày 29 tháng 8 năm 1994, Chính phủ ban hành Nghị định số 112/1994/NĐ-CP về việc:
- Thành lập thị trấn Vị Xuyên (thị trấn huyện lị huyện Vị Xuyên) trên cơ sở một phần diện tích và dân số của các xã Việt Lâm, Đạo Đức và Bạch Ngọc
- Thành lập xã Ngọc Linh trên cơ sở một phần diện tích và dân số của các xã Linh Hồ, Bạch Ngọc, Đạo Đức và thị trấn Nông trường Việt Lâm.

Ngày 29 tháng 1 năm 1997, Chính phủ ban hành Nghị định 8-CP về việc thành lập xã Tân Thành thuộc huyện Bắc Quang trên cơ sở một phần đất của xã Quảng Ngần thuộc huyện Vị Xuyên.
Ngày 23 tháng 6 năm 2006, Chính phủ ban hành Nghị định 64/2006/NĐ-CP về việc:
- Điều chỉnh toàn bộ 3 xã: Kim Linh, Kim Thạch và Phú Linh thuộc thị xã Hà Giang (nay là thành phố Hà Giang) về huyện Vị Xuyên quản lý
- Điều chỉnh một phần phường Quang Trung thuộc thị xã Hà Giang (nay là thành phố Hà Giang) về xã Phong Quang thuộc huyện Vị Xuyên quản lý
- Điều chỉnh toàn bộ 2 xã Phương Độ và Phương Thiện chuyển từ huyện Vị Xuyên về thị xã Hà Giang (nay là thành phố Hà Giang) quản lý.

Sau khi điều chỉnh, huyện Vị Xuyên có 148.750,4 ha diện tích tự nhiên và 91.825 nhân khẩu, có 24 đơn vị hành chính trực thuộc bao gồm 22 xã: Tùng Bá, Thuận Hoà, Minh Tân, Phong Quang, Thanh Thủy, Thanh Đức, Lao Chải, Xín Chải, Phương Tiến, Cao Bồ, Đạo Đức, Trung Thành, Ngọc Linh, Ngọc Minh, Bạch Ngọc, Linh Hồ, Việt Lâm, Quảng Ngần, Thượng Sơn, Phú Linh, Kim Thạch, Kim Linh và 2 thị trấn: Vị Xuyên, nông trường Việt Lâm.

## Hành chính
Huyện Vị Xuyên có 24 đơn vị hành chính cấp xã trực thuộc, bao gồm 2 thị trấn: Vị Xuyên (huyện lỵ), Nông trường Việt Lâm và 22 xã: Bạch Ngọc, Cao Bồ, Đạo Đức, Kim Linh, Kim Thạch, Lao Chải, Linh Hồ, Minh Tân, Ngọc Linh, Ngọc Minh, Phong Quang, Phú Linh, Phương Tiến, Quảng Ngần, Thanh Đức, Thanh Thủy, Thuận Hòa, Thượng Sơn, Trung Thành, Tùng Bá, Việt Lâm, Xín Chải.

## Kinh tế - xã hội
Mặc dù là huyện vùng cao, diện tích cho trồng trọt ít nhưng huyện Vị Xuyên cũng đã đạt được tổng sản lượng lương thực khoảng 40.000 tấn (năm 2005), giữ vững được an ninh lương thực. Bên cạch đó, nhờ có của khẩu Thanh Thủy nên cũng đã có một số cơ sở công nghiệp tại huyện được xây dựng như nhà máy lắp ráp ô tô, khung xe máy, quy hoạch khu công nghiệp "Bình Vàng" trên địa phận thôn Bình Vàng xã Đạo Đức. Khai thác mỏ chì, kẽm tại Nam Sơn xã Tùng Bá, mỏ sắt tại Thuận Hòa. Đầu năm 2008, tỉnh Hà Giang cũng vừa quyết định xây dựng nhà máy thủy điện Nậm Ngần, tại suối Nậm Ngần thuộc xã Thượng Sơn.
Vị Xuyên có gần 30 km đường Quốc lộ 2 chạy qua địa phận huyện, tạo điều kiện cho thông thương và giao lưu hàng hoá với cá vùng miền. Các xã, thị trấn đều có đường ôtô về đến trung tâm 100% các xã, thị trấn có điện lưới quốc gia, số hộ có điện chiếm trên 70%, tỷ lệ phủ sóng truyền hình đạt 90%.
Huyện cũng là nơi có sông Lô chảy qua, và cũng là nơi có cửa khẩu Thanh Thủy đi sang Vân Nam, Trung Quốc.

## Du lịch
Vị Xuyên có nhiều di tích lịch sử, danh thắng thu hút du khách như chùa Sùng Khánh, Bình Lâm, có 02 Bảo vật Quốc gia, du lịch trải nghiệm :Theo dấu chân người lính" thăm lại chiến trường xưa, du lịch lịch sử tâm linh Nghĩa trang Liệt sỹ Quốc gia Vị Xuyên, Đền thờ các Anh hùng Liệt sỹ Mặt trận Vị Xuyên (Trên đỉnh 468), Suối khoáng Quảng Ngần, đền Đôi Cô Cầu má, cửa khẩu Quốc tế Thanh Thủy, hang Tùng Bá, hang Bản Mào, hang Đán Pi-oóng (hang thủng), núi Tây Côn Lĩnh (dãy Tây Côn Lĩnh nằm trên địa bàn huyện có đến 40 loài thú, 130 loài chim), du lịch hang và lòng hồ thủy điện Thận Hòa, hồ Noong, rừng nguyên sinh - Han Tham Luồng - Đèo Bắc Sum xã Minh Tân, Quần thể 200 cây chè cổ thụ trên 300 tuổi (Được công nhân Cây Đi sản Việt Nam), suối nước nóng Quảng Ngần, khu du lịch nghỉ dưỡng suối khoáng Thanh Hà, làng văn hóa dân tộc Dao thôn Lùng Tao - Cao Bồ, Bản Bang - Đạo Đức, dân tộc Tày thôn Thanh Sơn - Thanh Thủy,…
Ngoài những thắng cảnh, Vị Xuyên còn hấp dẫn du khách bởi những lễ hội như: lễ hội Lồng Tồng (xuống đồng) của dân tộc Tày, Nùng, lễ hội Gioóng boọc (xuống đồng) của dân tộc Giáy, hội Sải sán hay Gàu tào (đi chơi núi) của người H’Mông, Tết nhảy (Giàng chảo đao) của người Dao và những trò chơi dân gian như: ném còn, đu quay, ném yến, đánh quay, bắn nỏ, phi ngựa, leo núi… và các hình thức hát sướng, hát giao quyên của các đôi trai gái dân tộc H’Mông, Dao, Tày, Nùng... những làn điệu dân ca trữ tình của dân tộc Tày, Nùng như: then, cọi, sli, lượn hoặc hát Giầu plềnh của người H’Mông …với các nhạc cụ như: đàn tính, kèn lá, đàn môi, sáo trúc, các bộ trống, xoèng, chọe...
Du khách đến Vị Xuyên có cơ hội thưởng thức những món ăn đặc sản như: thảo quả muối, xôi ngũ sắc, rượu thóc Tùng Bá, thịt dê núi, vịt bầu cổ ngắn, cá Tầm, cá Hồi, cá Bỗng, thịt hun khói, mèn mén, cơm lam …